# Ordre de l'Aigle rouge
Pour les articles homonymes, voir Aigle (homonymie) et Ordre de l'Aigle.
L’ordre de l’Aigle rouge (en allemand : Roter Adlerorden) était un ordre de chevalerie du royaume de Prusse. Fondé par Georges Ier Guillaume de Brandebourg-Bayreuth en 1705, il était conféré aussi bien aux civils qu'aux militaires en reconnaissance de leurs services, mais ne pouvait être octroyé qu’aux officiers et aux civils de rang équivalent. Il existait cependant une médaille de l’ordre qui pouvait être conférée aux personnes de rang inférieur.

## Historique
L’ordre de la Sincérité (en), fondé le 17 novembre 1705 par Georges Ier Guillaume de Brandebourg-Bayreuth, margrave de Brandebourg-Bayreuth, était le prédécesseur de l’ordre de l’Aigle rouge. Il fut dissous puis recomposé en 1712 à Brandebourg-Bayreuth et, en 1734, à Brandebourg-Ansbach, qui possédait alors l'ordre de l'Aigle de Brandebourg.
Les statuts ont encore été changés en 1777, et l'ordre fut alors renommé ordre de l’Aigle rouge. Il ne comprenait qu'une seule classe, et était limité à 50 chevaliers.
En janvier 1792, les provinces Brandenburg-Bayreuth et Brandenburg-Ansbach sont annexées par le royaume de Prusse, et le roi Frédéric-Guillaume II de Prusse a transformé l'ordre en ordre royal prussien le 12 juin 1792. Après l’ordre de l'Aigle noir, c'était le deuxième plus important ordre honorifique du royaume, par ordre de préséance.
En 1810, le roi Frédéric-Guillaume III de Prusse révisa les statuts de l'ordre, le divisant en 3 classes. En 1830, une étoile fut ajoutée pour la 2e classe, ainsi qu'une 4e classe à l'ordre. Ils furent encore révisés en 1861, incorporant la grand-croix comme plus haute classe.
Selon les textes régissant l’ordre de l’Aigle noir, ses membres se voyaient automatiquement conférer la distinction de la grand-croix de l’ordre de l’Aigle rouge, ainsi que la 1re classe de l’ordre de la Couronne.
En 1918, une médaille militaire affiliée a été créée et accessible aux non-nobles et aux simples soldats.
La monarchie s'effondra le 9 novembre 1918. Les récipiendaires de l'ordre continuent à porter leurs décorations au cours des époques de la république de Weimar, du Troisième Reich et après.

## Classification

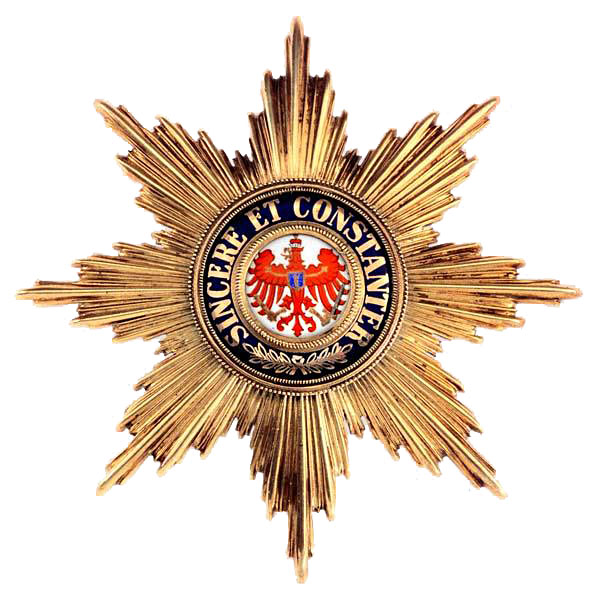
Étoile de l'ordre de l'Aigle rouge.

Jusqu'à 1918, l'ordre a évolué en 6 classes :
- Grand-croix : membres masculins de la famille royale, membres de l’ordre de l'Aigle noir et souverains étrangers ;
- 1re classe : officiers supérieurs et hauts dignitaires des gouvernements étrangers ;
- 2e classe : officiers supérieurs et nobles ;
- 3e classe : officiers et nobles mineurs ;
- 4e classe : sous-officiers ;
- Médaille : hommes du rang et non-nobles.

Ces 6 classes ont été décernées avec de nombreuses variations :
| Variations                         | Grand-croix | 1re classe | 2e classe | 3e classe | 4e classe | Médaille | Caractéristiques                                                                                 |
| ---------------------------------- | ----------- | ---------- | --------- | --------- | --------- | -------- | ------------------------------------------------------------------------------------------------ |
| Épées                              | X           | X          | X         | X         | X         |          | Distinction remise en temps de guerre                                                            |
| Épées dans l'anneau                | X           | X          | X         | X         |           |          | Récipiendaire de classe « sans épée » ayant reçu auparavant une classe inférieure « avec épées » |
| Couronne                           | X           | X          | X         | X         | X         | X        | Distinction additionnelle (surtout pour les membres de la famille royale)                        |
| Feuilles de chêne                  | X           | X          | X         |           |           |          | Distinction préalable de la classe inférieure                                                    |
| Brillants                          | X           | X          | X         |           |           |          | Distinction spéciale                                                                             |
| Sceptres                           | X           |            |           |           |           |          | ?                                                                                                |
| Nœud                               |             |            |           | X         |           |          | Distinction préalable de la 4e classe                                                            |
| Badge ordre de Saint-Jean de Malte | X           | X          | X         | X         | X         | X        | Prussiens titulaires de l'ordre de Saint-Jean de Malte                                           |
| Nombre du Jubilé                   | X           | X          | X         | X         | X         | X        | Médaillon avec le chiffre « 50 » pour récompenser 50 ans de service                              |

Il existe aussi des versions spéciales des étoiles de la 1re à la 4e classe pour les non-chrétiens.

## Description
- Grand-croix : croix de Malte émaillée en blanc, avec des aigles rouges entre les branches. Au centre, un médaillon en or portant les initiales royales entourée par un anneau en émail bleu comportant la devise de l'ordre (en latin) Sincere et constanter (sincèrement et constamment);
- 1re à 3e classe : croix pattée émaillée en blanc ;
- 4e classe : croix pattée en argent ;

De la 1re à 4e classe, le médaillon central figure un aigle rouge sur un fonc d'émail blanc, avec les initiales du roi Frédéric-Guillaume à l'envers.
- Médaille : médaille ronde dorée avec une couronne prussienne au-dessus, avec une croix pattée gravée au centre et les initiales royales au dos.

L'étoile de l'ordre se portait à la poitrine, en forme d'étoile octogonale dorée (pour la grand-croix), argentée (pour la 1re classe) ou à cinq branches argentées (pour la 2e classe). Le disque central figurait un aigle rouge sur un fond d'émail blanc, entouré par un anneau (en émail bleu pour la grand-croix et blanc pour les autres) comportant la devise de l'ordre Sincere et Constanter.
Le ruban de l'ordre était blanc avec deux rayures orange, mais les récompenses pour les combattants étaient souvent décernées avec un ruban noir et blanc, similaire à celui de la croix de fer.
| Rubans 1792-1810 |
| Chevalier        |

| Rubans 1810-1914         |                         |                         |
| Chevalier de IIIe classe | Chevalier de IIe classe | Chevalier de Ire classe |

| Rubans 1914-1918 |           |          |            |                |                       |
| Médaille         | Chevalier | Officier | Commandeur | Grand officier | Chevalier grand-croix |

| Médailles | Médailles | Médailles | Médailles  | Médailles      | Médailles   |
| --------- | --------- | --------- | ---------- | -------------- | ----------- |
|           |           |           |            |                |             |
| Grades    |           |           |            |                |             |
| Médaille  | Chevalier | Officier  | Commandeur | Grand-Officier | Grand-Croix |

## Liste de récipiendaires

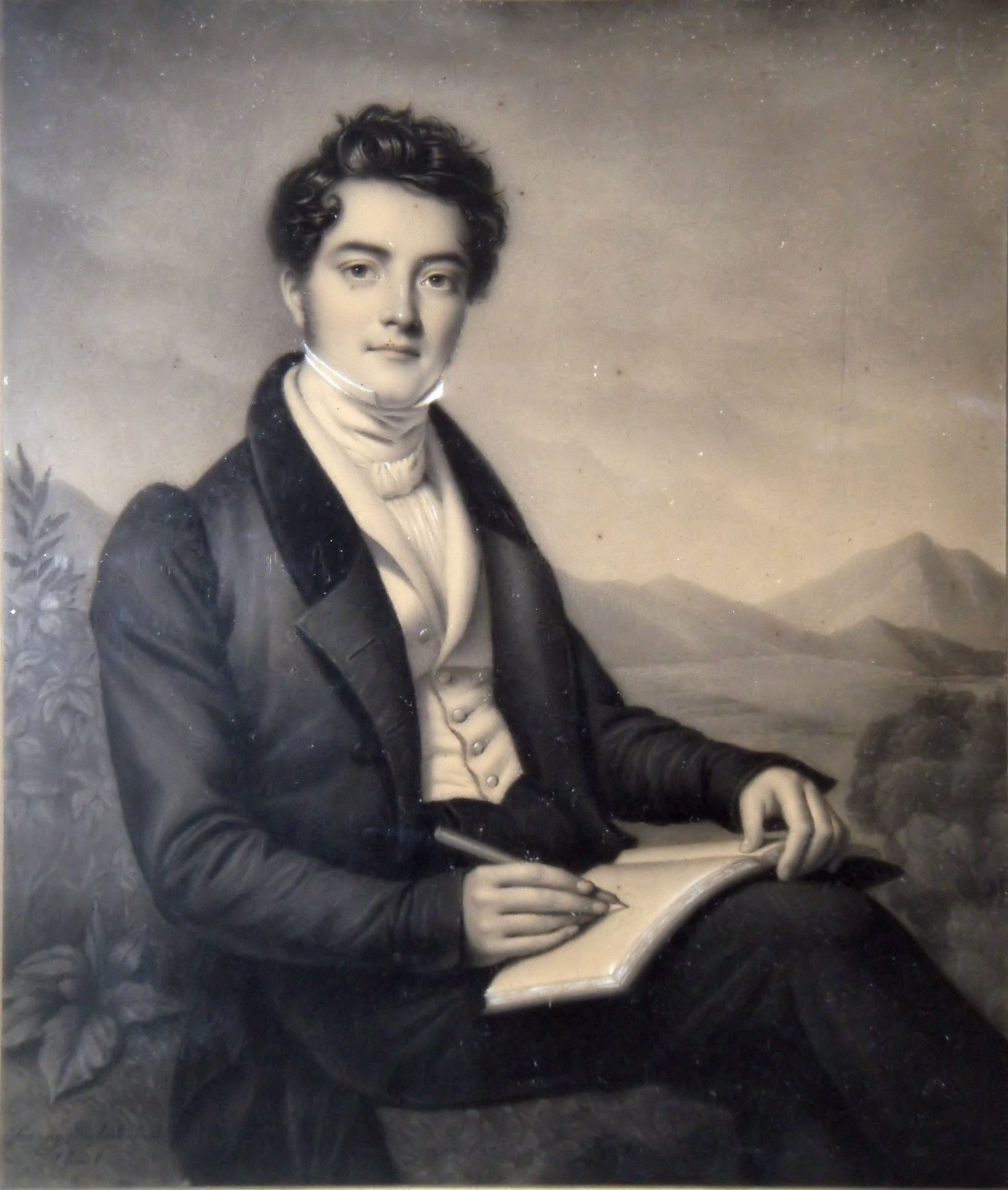
Vicomte de Vaublanc, (1803-1874), chevalier de l’ordre de l’Aigle rouge.

- Hector Berlioz (1803-1869), compositeur français, chevalier de l’ordre en 1847 ;
- Vicomte de Vaublanc (1803-1874), historien, grand maître de la maison de la Reine de Bavière, chevalier de 1re classe de l’ordre ;
- Chrétien Mersch (lb) (1803-1895), ingénieur en chef des travaux publics du grand-duché du Luxembourg, conseiller d'État du Luxembourg, officier de l'ordre ;
- Charles Félix Joseph Bareel (1808-1850), docteur en droit, secrétaire général au Ministère des Travaux publics, chevalier de deuxième classe de l’ordre ;
- Wilhelm Baron Lenk von Wolfsberg (1809-1894), général autrichien (Feldzeugmeister), chevalier de deuxième classe de l’ordre ;
- Alexandre Braun (1847-1935), juriste et sénateur belge ; chevalier de l’ordre ;
- Bonaventure, comte du Fou (1765-1833), maire de Nantes, négociant et armateur, chevalier de l’Aigle rouge de troisième classe, par lettres du Roi de Prusse du 26 janvier 1816, pour avoir veillé, avec sollicitude, a ce que les malades prussiens reçussent dans les hôpitaux les soins que réclame l’Humanité ;
- Léo Schnug (1878-1933), artiste peintre et illustrateur alsacien qui fut membre du cercle de Saint-Léonard.
- Comte Paul de Smet de Naeyer (1843-1913), banquier et Premier ministre belge ; Grand-croix de l'Ordre ;
- Georges De Bavay (1803-1881), ministre des travaux publics de Belgique, Grand-cordon de l'ordre
- Jean-Pierre de Chambrier d'Oleyres, chambellan du roi, gouverneur et lieutenant-general de la principauté de Neuchatel et Valangin. Chevalier Grand croix de l'ordre.